# 薩克其萬省省長
薩克其萬省省长（英语：Premier of Saskatchewan）或稱 省總理 是加拿大薩克其萬省的政府首脑。省长由薩克其萬省省督委任，并成为省政府行政会议（Executive Council，即内阁）的主席。
现任省长为斯科特·莫（Scott Moe）；他于2018年2月2日就任省长。